# Jacques Misonne
Jacques Misonne, född 11 december 1892 i Leuven, död 25 september 1968 i Haut-Ittre, var en belgisk ryttare.
Misonne blev olympisk bronsmedaljör i fälttävlan vid sommarspelen 1920 i Antwerpen.